# Les Vinyes (Toralla)
Les Vinyes és una partida d'antigues vinyes, actualment abandonades i en part reconvertides en camps de conreu de cereals, del terme municipal de Conca de Dalt, a l'antic terme de Toralla i Serradell, en territori del poble de Toralla.
Està situat a llevant de Toralla, a prop i a ponent de Mascarell. És a migdia de la muntanya i partida de Saviner, al sud-est de Comellans i al nord del Clot de Mateu.